# 克雷西 (滨海塞纳省)
克雷西（法語：Cressy，法語發音：[kʁesi]）是法国滨海塞纳省的一个旧市镇，属于迪耶普区。2019年，克雷西与临近的2个市镇合并为新市镇瓦勒德锡。

## 地理
克雷西（49°43'23"N, 1°9'57"E）面积4.35 平方千米，位于法国诺曼底大区滨海塞纳省，该省份为法国北部沿海省份，其西部及北部濒大西洋英吉利海峡，东起顺时针与索姆省、瓦兹省、厄尔省和卡爾瓦多斯省接壤。
与克雷西接壤的市镇（或旧市镇、城区）包括：欧费、圣埃利耶、塞维。

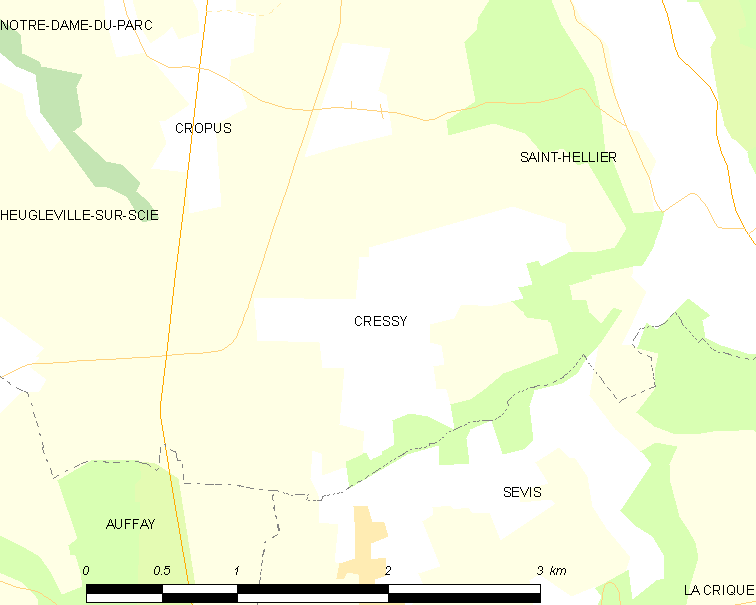
的OSM定位图

克雷西的时区为UTC+01:00、UTC+02:00（夏令时）。

## 行政
克雷西的邮政编码为76720，INSEE市镇编码为76191。

## 政治
克雷西所属的省级选区为布赖地区讷沙泰勒县。

## 人口

1962-2008年间人口变化图示

克雷西于2018年1月1日时的人口数量为295人。